# Java virtuális gép
Java virtuális gépnek (angol rövidítéssel JVM) nevezik a Sun Microsystems által specifikált Java programozási nyelvhez készített virtuális gépeket. A JVM alapvető feladata a Java bájtkód futtatása, amely platformfüggetlen. A Java bájtkód általában Java nyelvű forrás fordításával jön létre, de léteznek olyan fordítók, amelyek más programnyelvek (pl. Ada) forrásait fordítják Java bájtkódra.
Fő elemei:
- Osztálybetöltő (angolul classloader) –  a főbb ellenőrzéseket végzi a bájtkódon és előkészíti futtatásra
- Szemétgyűjtő (angolul garbage collector) – működés közben a nem használt objektumokat eltávolítja a memóriából, ezzel helyet szabadít fel
- Végrehajtó motor (angolul execution engine) – ami a tulajdonképpeni végrehajtást végzi

## Programnyelvek
A Java virtuális gép független a Java programozási nyelvtől és más programozási nyelveket is fejlesztettek ki rá.
- Groovy
- Scala
- Kotlin
- Clojure
- Ceylon
- JRuby
- Jython

## Licencelése
A J2SE 5.0-tól kezdve, a változásokat a JVM specifikációban a  Java Community Process alatt fejlesztették tovább, egész pontosan a JSR 924 alatt. A 2006-os állapot szerint, a specifikációbeli változtatások támogatják a class fájl formátumon végzett ajánlott változtatásokat (a JSR 202-es szerint) a JSR 924 karbantartási kiadásaként. A JVM specifikációt könyv formátumban publikálták, ami "kék könyv" néven ismert. Az előszava így kezdődik:
|  | „Szándékunk, hogy ez a specifikáció hatásosan dokumentálja a Java virtuális gépet, és lehetővé tegye a kompatibilis tiszta (clean-room) implementációk készítését. Az Oracle teszteket biztosít, hogy ellenőrizhetők legyenek a Java virtuális gép megfelelő operációinak implementációi.” |
|  | |

Az Oracle JVM-jét (amit a SUN felvásárlása révén szerzett meg) HotSpot-nak hívják. A clean-room Java implementációk a következők: Kaffe és IBM J9. Az Oracle továbbra is fenntartja a kontrollt a Java védjegy felett, amit arra használ, hogy kiszűrje, hogy mely implementációk illeszkednek teljesen kompatibilis módon az Oracle specifikációjára.